# Athénské olympijské mezihry
Athénské olympijské mezihry se uskutečnily od 22. dubna do 2. května 1906 v Athénách. Řecko se bránilo tomu, aby se olympijské hry stávaly součástí různých světových výstav (jako tomu bylo v případě LOH 1900 v Paříži a LOH 1904 v Saint Louis), a tak nabídlo pořádání jakýchsi meziher pro rok 1906. Baron Pierre de Coubertin se nejdřív této myšlence bránil, ale později se nakonec nechal přesvědčit.[zdroj?]
Do Athén přijelo skoro 850 závodníků z dvaceti zemí, kteří soutěžili v 74 disciplínách. Jejich výsledky byly později prohlášeny za neoficiální a nepočítaly se do statistik MOV.
Další mezihry se měly konat v roce 1910, ale myšlenka na jejich pořádání postupně zanikla.